# エルンスト2世 (ザクセン＝ゴータ＝アルテンブルク公)

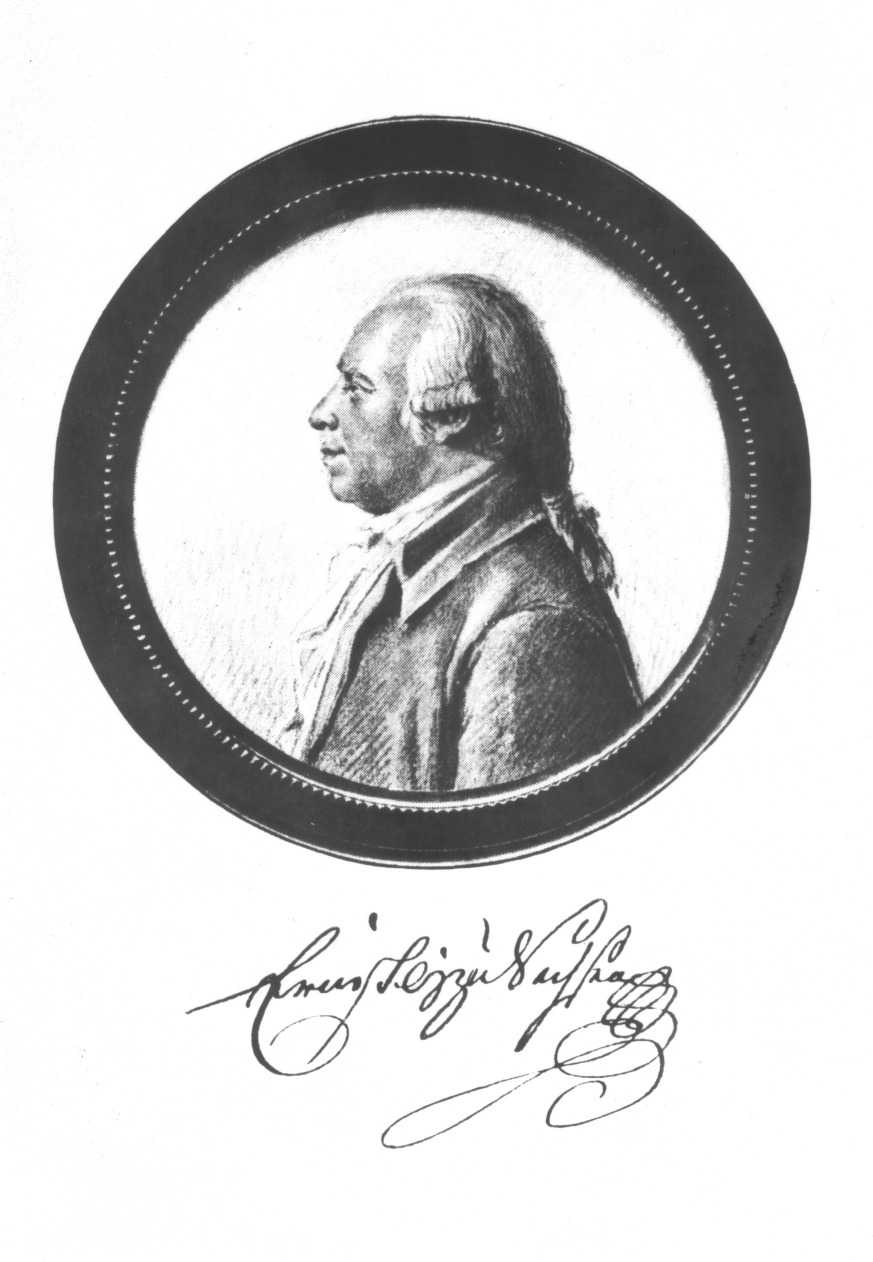
エルンスト2世

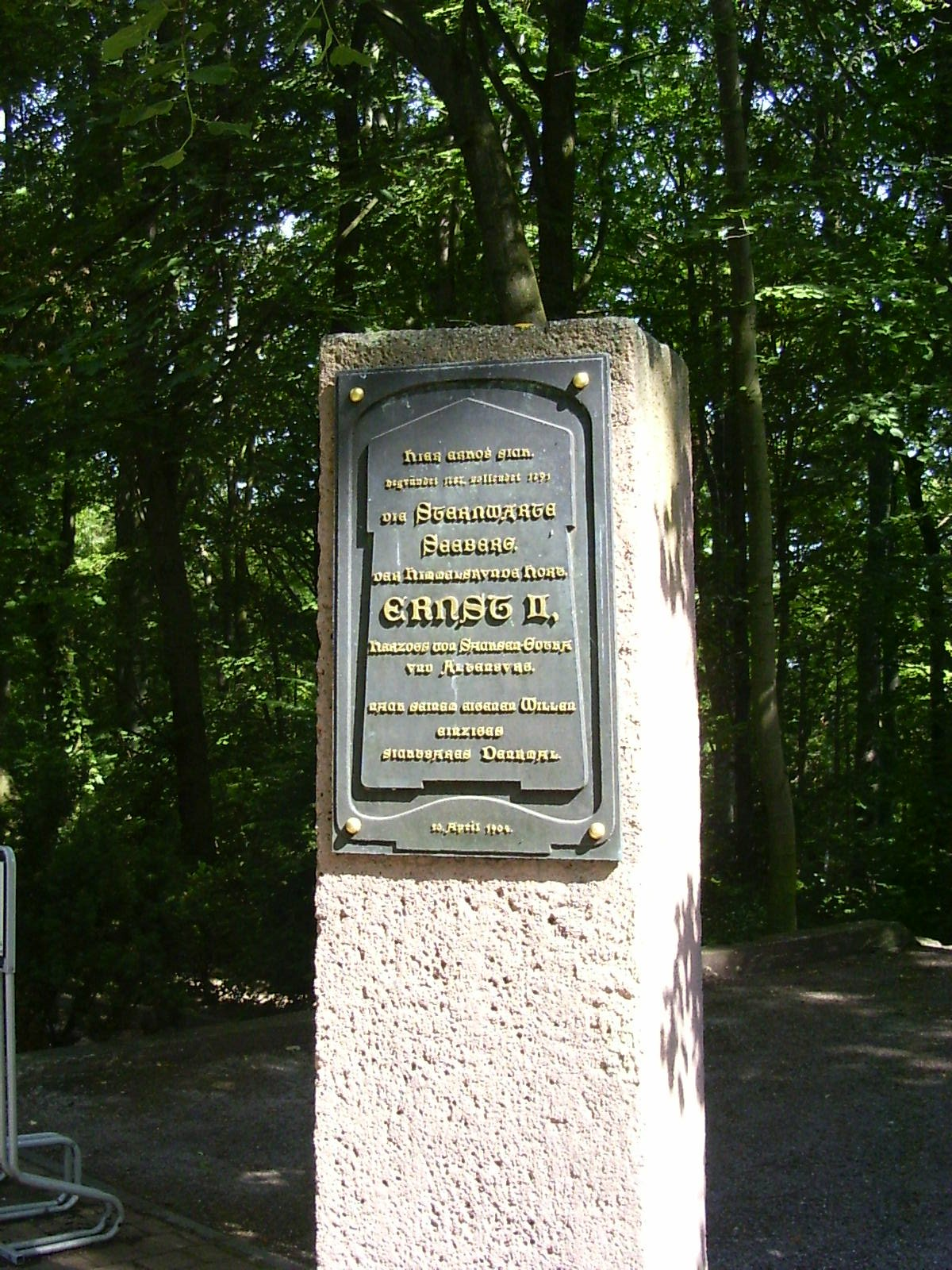
ゼーベルク天文台があった地に立つ記念碑

エルンスト2世ルートヴィヒ（ドイツ語：Ernst II. Ludwig, 1745年1月30日 - 1804年4月20日）は、ザクセン＝ゴータ＝アルテンブルク公（在位：1772年 - 1804年）。啓蒙思想の影響を受けた君主の一人である。

## 生涯
エルンスト2世は、ザクセン＝ゴータ＝アルテンブルク公フリードリヒ3世とルイーゼ・ドロテア・フォン・ザクセン＝マイニンゲンの息子である。1756年に21歳で兄フリードリヒ・ルートヴィヒが死去した後、母ルイーゼはエルンストとその弟アウグストの教育に細心の注意を払うようになった。兄弟は、厳選された講師より文学、科学および官房学を学んだ。
1768年から1769年にかけて、エルンストら兄弟はオランダ、イギリス、フランスへグランドツアーに出かけた。エルンストは、政治、科学、芸術分野で著名な人物と知り合うようになった。
啓蒙君主として、エルンスト2世は芸術的および科学的分野に幅広く関心を持ち、目標を明確とした体制を築いた。エルンスト2世は領内の教育制度、経済、劇場、芸術収集、図書館、自然科学を奨励し、チューリンゲンのザクセン諸公国において首位となった。個人的には特に天文学と物理学に興味を持ち、これらすべての分野において有能な専門家を任命した。1783年、ゲーテからの仲介の後、エルンスト2世は画家ティシュバインに2回目のローマ滞在に対し助成金を与え、その時描かれた歴史画（チェスをしているときに死刑判決を受けるコッラディーノとフリードリヒ1世) がゴータ宮廷にもたらされた。
また自身のために、著名な天文学者フランツ・フォン・ツァハをゴータに招いた。エルンスト2世はツァハと共にゴータ天文台を設立し、天文台はヨーロッパの天文学の中心地へと発展した。
エルンスト2世の発案に従い、1769年より、デッサウ・ヴェルリッツの庭園王国と時を同じくして、居所であるフリーデンシュタイン城の南に公爵公園の造園が開始された。叔母アウグスタ・フォン・ザクセン＝ゴータ＝アルテンブルクのつてにより、叔母の庭師であったジョン・ヘイヴァーフィールドをキューガーデンから庭園の設計のために呼び寄せた。ヘイヴァーフィールドの造園計画をもとに、1813年までに宮廷庭師クリスティアン・ハインリヒ・ヴェーマイヤーが庭園を完成させた。
このようにして、エルンスト2世は小規模ながらもゴータを広く評価される都市とすることに成功し、ゲーテを含む当時の多くの著名な文化人が何度もゴータを訪れた。
1774年よりドイツのグランド・ロッジのフリーメーソンに所属し、ゴータのロッジである「Zum Rautenkranz」のメンバーであり、1775年にはドイツのグレート・ステート・ロッジのグランド・マスターをつとめた。また、1783年にイルミナティのメンバーとなった。1787年以降、「ドイツ・フリーメイソン連盟」の計画を推進し、インゴルシュタットからゴータに亡命してきたアダム・ヴァイスハウプトに任せた。
フランス革命の影響を受け、エルンスト2世は退位してスイスまたはアメリカに移住したいと考え、そのために宮廷の高官を通じてモントゴメリーに土地を取得し、1796年にジョゼフ・ラメーが設計したカントリー・ハウスを手に入れた。エルンスト2世は自身の「アメリカ図書館」の蔵書を持って、一緒に海を渡るつもりであった。しかし最終的にはゴータに留まった。
エルンスト2世の下で、ゴータ貨幣鋳造所は操業を停止しなければならなかった。父の金融政策の失敗により、大量のテューリンゲン小額硬貨が鋳造され、外国から貨幣が流入したことが、1776年から1828年まで彼の造幣局を閉鎖した主な理由であった。エルンスト2世は1799年に古い造幣局の建物を取り壊した。

## 葬儀
エルンスト2世は、自らが「普段着を着て亜麻布に包まれ、裸地に埋葬される」と決定した。エルンスト2世は城の庭園の大池に浮かぶ島に最後の安息の地を見つけ、そこで棺なしで埋葬され、単純な騎兵隊の制服を着て、芝生に覆われた地に埋葬された。さらに、遺言書に次のように記した：「私は、墓石、碑文、その他の記念碑であれ、私の墓の上に建てることをはっきりと禁ずる。もし墓の上に木を植えたいのであれば、私はそれに異議を唱えない。自身の身体が分解されるのは止められるものではなく、植物の生育を促進し、有用なものである」。この遺言に従い、フリーメーソンの象徴であるアカシアの木が墓の上に植えられた。
1787年にエルンスト2世の発案により建設されたゼーベルク天文台だけが、エルンスト2世を記念する唯一のものである。しかし、当初の天文台が老朽化のために1904年に取り壊されなければならなくなった後、ゴータ高校の校長でアマチュア天文家のカール・ローアバッハは、かつての計器柱の1つに天文台とエルンスト2世を記念する銘板をつけた。このモニュメントは、当時に建てられたレストラン「アルテ・シュテルンヴァルテ」の屋外エリアに今も残されている。

## 伝説
フリーメーソンやイルミナティとともに科学に興味を持っていたエルンスト2世は、人々から魔法の能力を持った人物と見られていた。エルンスト2世が火を「排除」できたという伝説が、今日までゴータに伝わっている。火事があったとき、エルンスト2世は白馬に乗って暖炉の周りを3回回り、火事がこれ以上広がらないように秘密の呪文をつぶやいたと言われている。しかし火事が「排除」されたすぐ後、エルンスト2世は炎が追いかけてこないよう、できるだけ早く近くの水域の対岸に逃げねばならなかった。

## 子女
1769年3月、ザクセン＝マイニンゲン公アントン・ウルリヒの娘シャルロッテと結婚した。この結婚で4男が生まれ、うち2男が成人した。
- エルンスト（1770年 - 1779年） - 公世子
- アウグスト（1772年 - 1822年） - ザクセン＝ゴータ＝アルテンブルク公
- フリードリヒ4世（1774年 - 1825年） - ザクセン＝ゴータ＝アルテンブルク公
- ルートヴィヒ（1777年）